# Nawa główna

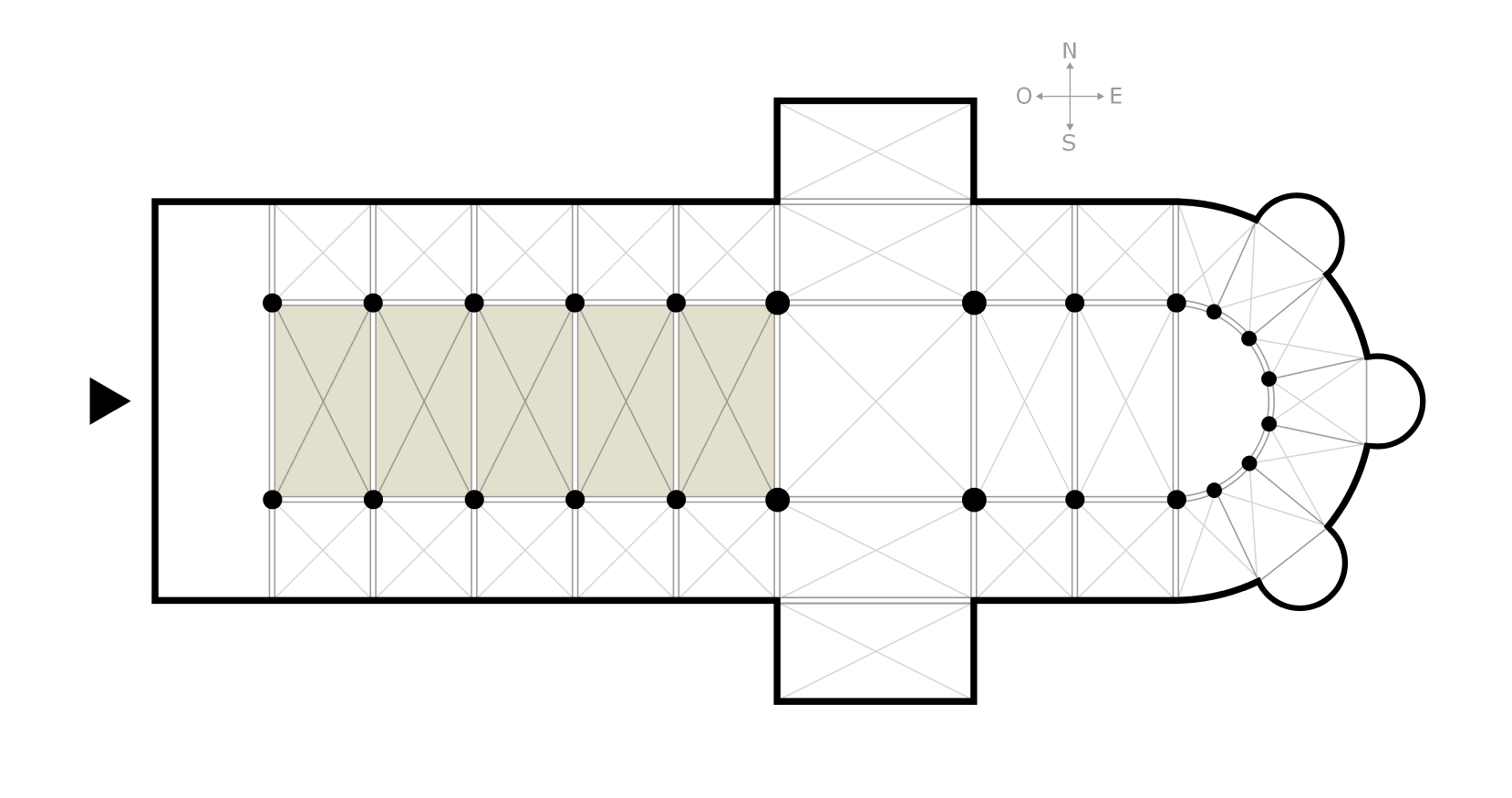
Nawa główna

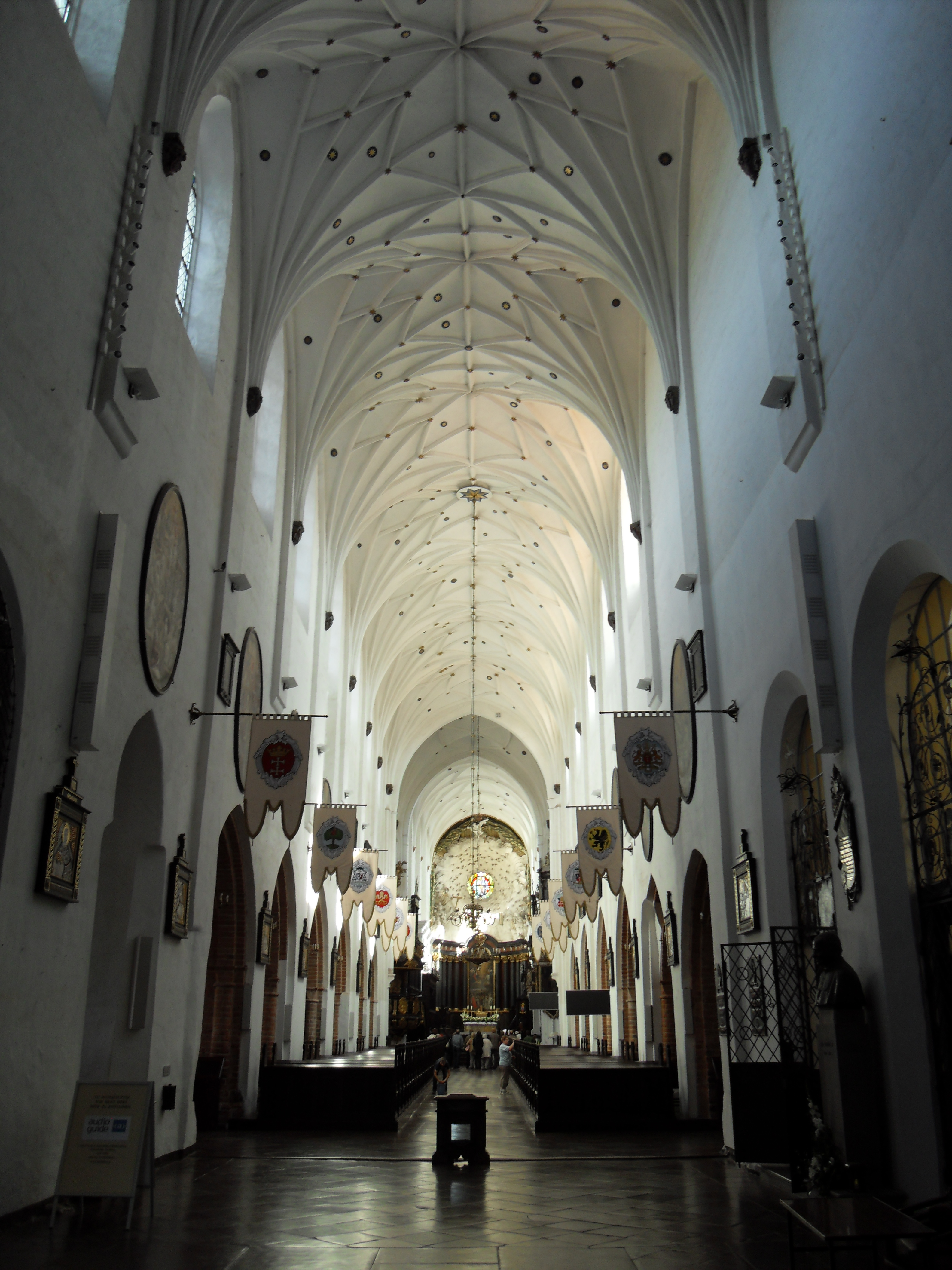
Nawa główna w systemie bazylikowym

Nawa główna – środkowa przestrzeń wielonawowego korpusu nawowego kościoła lub sali kolumnowej, oddzielona rzędami kolumn od naw bocznych. Nawa główna jest zwykle najszersza, stanowi podstawową przestrzeń świątyni i przebiega wzdłuż niej, wyznaczając główną oś budynku.
W kościołach zbudowanych w systemie nawowym nawa główna przebiega od elewacji przedniej (i niekiedy od kruchty) w kierunku prezbiterium. Niekiedy przecięta jest nawą poprzeczną, czyli transeptem.
W systemie bazylikowym nawa główna jest znacznie wyższa od naw bocznych i jest oświetlona przez okna znajdujące się ponad dachami bocznych naw. Okna te umieszczone są w ścianach nad rzędami kolumn. W systemie pseudobazylikowym nawa główna nieznacznie przewyższa nawy boczne i nie posiada okien. W systemie halowym nawa główna i nawy boczne mają tę samą wysokość.

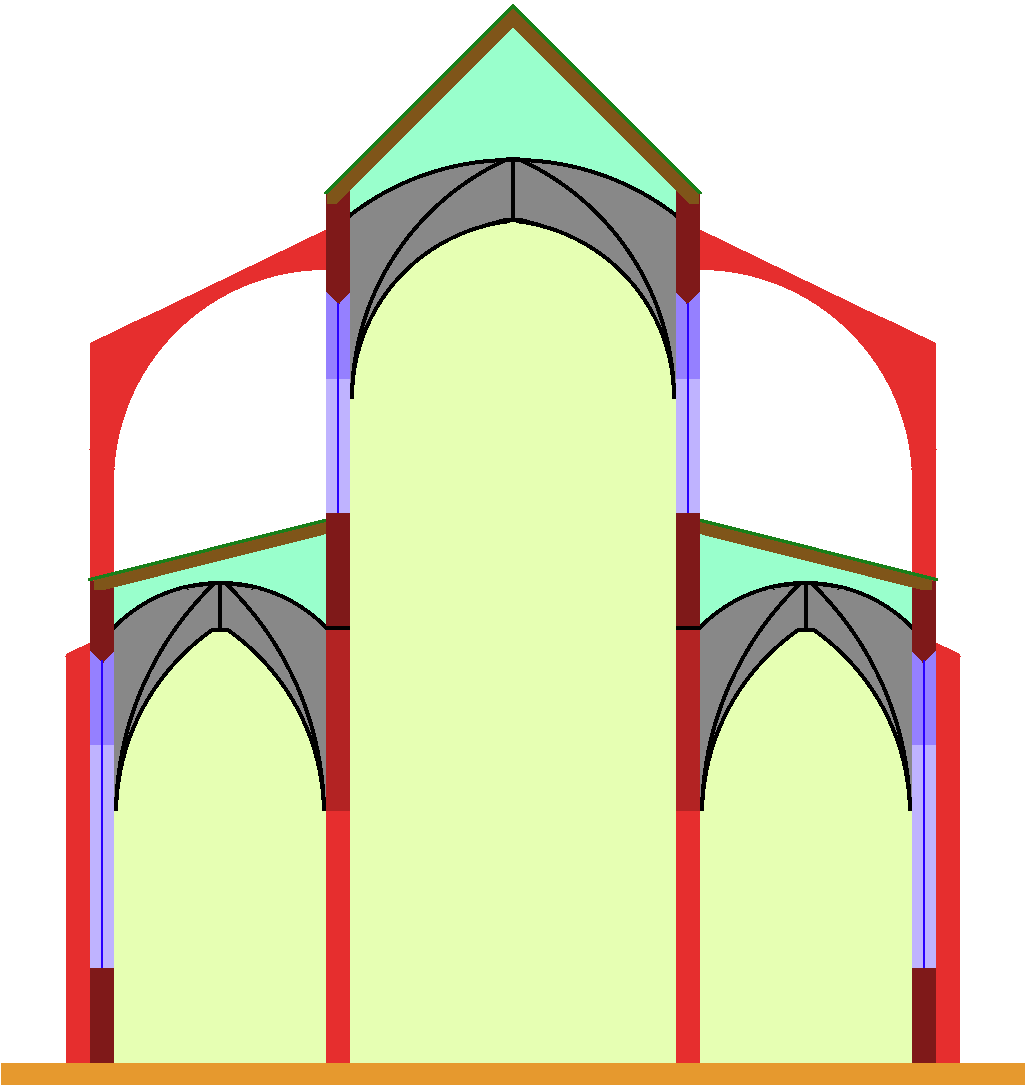
Nawa główna w systemie bazylikowym (gotyk)
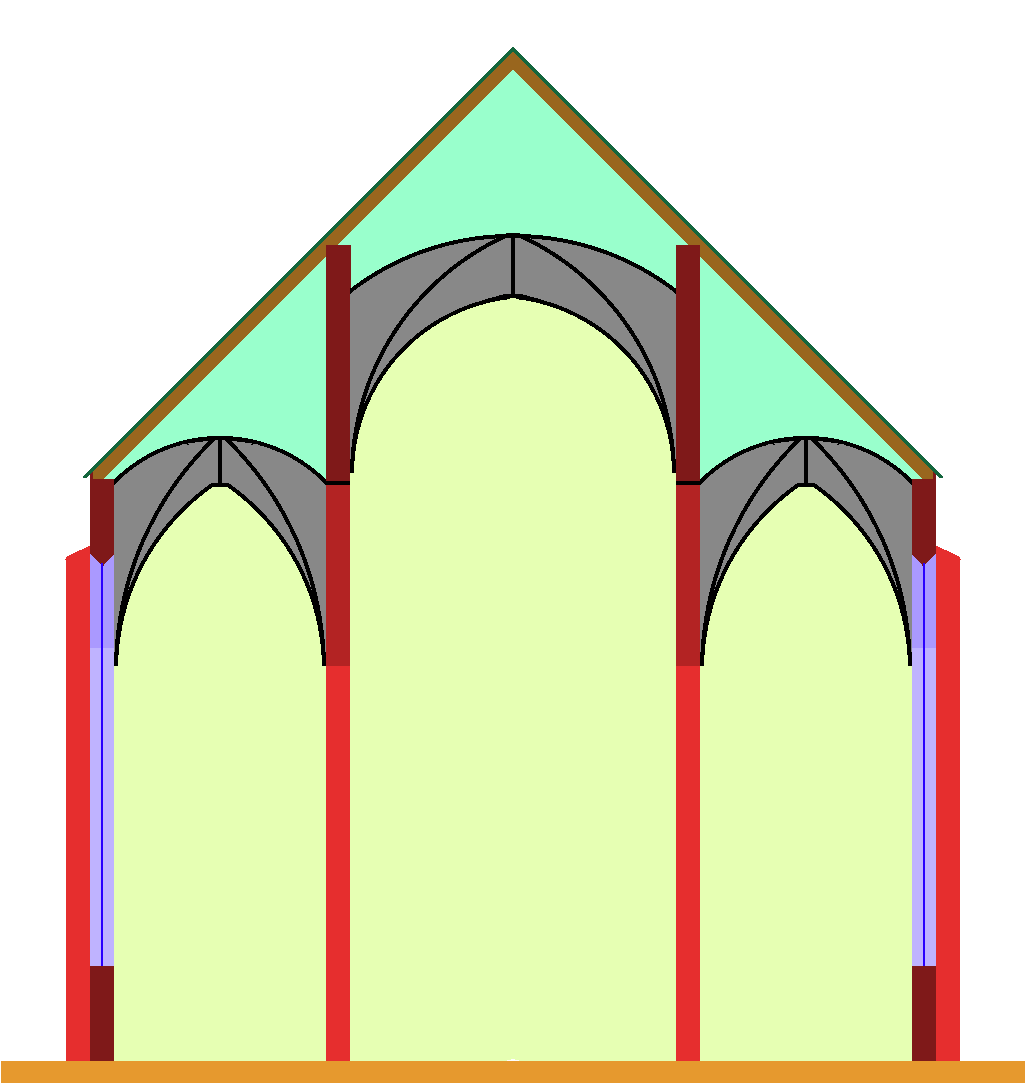
Nawa główna w systemie pseudobazylikowym
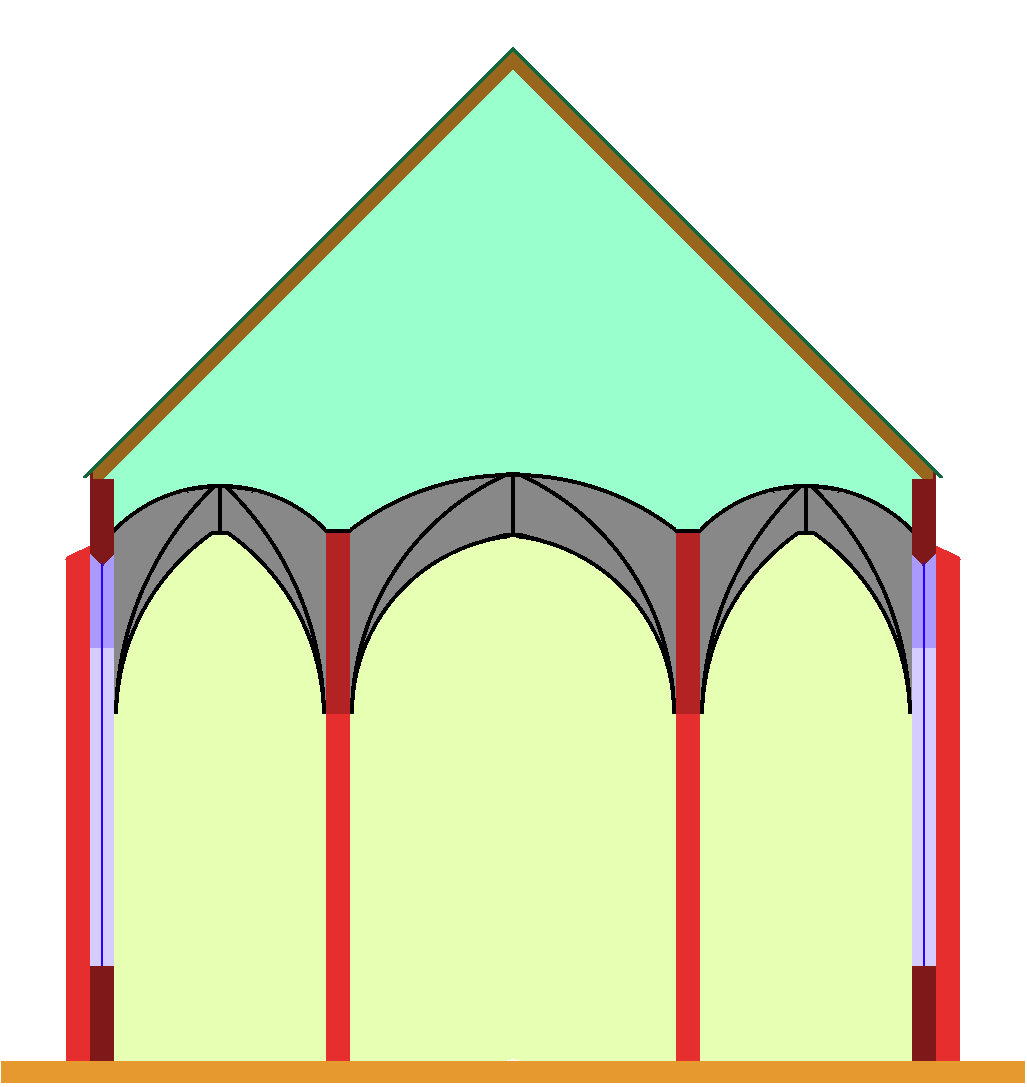
Nawa główna w kościele halowym